# Matsuichi Yamada
Matsuichi Yamada (山田 松市 Yamada Matsuichi?, nacido el 21 de febrero de 1961 en Shizuoka) es un exfutbolista japonés que se desempeñaba como centrocampista y entrenador.

## Clubes

### Como futbolista
| Club     | País  | Año         |
| -------- | ----- | ----------- |
| Honda FC | Japón | 1983 - 1990 |

### Como entrenador
| Club               | País  | Año         |
| ------------------ | ----- | ----------- |
| Shonan Bellmare    | Japón | 2003 - 2004 |
| Vanraure Hachinohe | Japón | 2010 - 2014 |